# Österreichischer Skiverband
Der Österreichische Skiverband (ÖSV) (seit 2023 Ski Austria) ist der nationale Skiverband Österreichs und besteht aus den Referaten Ski Alpin, Langlauf, Skispringen, Biathlon, Nordische Kombination, Snowboard, Freeski, Speed Ski, Telemark, Skicross, Firngleiten/Shortcarving, Grasski, Skibergsteigen und Paraski.

## Geschichte
Der Verband wurde am 4. November 1905 (demselben Tag wie der DSV) in München auf Initiative von Wilhelm Paulcke durch 11 Vereine mit rund 700 Mitgliedern gegründet. Erster Präsident war Guido Rotter. Der Verein war in seinen ersten Jahren Anhänger der sogenannten Norwegischen Technik und ignorierte dabei aus Konkurrenzdenken bewusst die Leistungen des Skipioniers Mathias Zdarsky als Erfinder des Alpinen Skilaufs.
Einer der Vorläuferorganisationen war der am 1. Februar 1893 gegründete Verein Steirischen Schiläufer (VSS) mit dem Mürzzuschlager Hotelier Toni Schruf sowie Max Kleinoscheg (1862 – 11. Dezember 1940) und Gerda Paumgarten (* 4. Februar 1907 – 1. Januar 2000) aus Graz. Das erste Schirennen Mitteleuropas fand 1893 in Mürzzuschlag statt. 1896 gab es auf der heutigen Stoffbauerwiese auf der Platte den ersten Bewerb bei Graz, im Skispringen wurden 8,5 m Tagesbestleistung erreicht.
Nach dem Ende der Donaumonarchie beschloss der damals deutschnational orientierte ÖSV mehrfach den Zusammenschluss mit dem Deutschen Skiverband.
Der Verband hat seit 1951 seinen Sitz in Innsbruck, zuvor war dieser in Wien mit einer Filiale in Salzburg. Ihm unterstehen die Landesskiverbände der neun Bundesländer, wobei sich die Bezeichnungen teilweise unterscheiden. So nennen sich jene von Oberösterreich „LSV OÖ“, von Niederösterreich „LSV NÖ“, von Kärnten „LSVK“, und „SLSV“ steht für den Salzburger Landesskiverband; kürzer machen es der „STSV“ (Steirischer Skiverband), der „TSV“ (Tiroler Skiverband), der „VSV“ (Vorarlberger Skiverband") und der „BSV“ (Burgenländischer Skiverband). Mit Ausnahme des „VSV“ mit Sitz in Hohenems, des „BSV“ in Oberwart und des „STSV“ in Haus im Ennstal, residieren alle anderen in den jeweiligen Landeshauptstädten. Bei vier Landesverbänden sind ehemalige Weltcup-Skiläufer die Präsidenten: beim „VSV“: Patrick Ortlieb (bis 2019); TSV: Werner Magreiter; „SLSV“: Bartl Gensbichler, „LSVK“: Raimund Berger.
Am 27. September 1971 wurde im „Haus des Sports“ in Wien der Österreichische Skipool gegründet; die drei Gründer waren die Republik Österreich, die Bundeskammer der gewerblichen Wirtschaft und der ÖSV.
Im Jahr 2003 verfügte der ÖSV über ein Budget von 36,34 Millionen Euro.
Bei den Olympischen Winterspielen 2006 in Turin holte alleine der ÖSV 22 Medaillen für Österreich (von 23 insgesamt; diese weitere ging an den Rodelverband) und wurde dadurch erfolgreichster Verband. Innerhalb des Österreichischen Olympischen Komitees stellte der ÖSV bis auf wenige Ausnahmen immer die größte Medaillenzahl bei Olympischen Winterspielen.
Die ehemalige Skirennläuferin Nicola Werdenigg sowie eine weitere Athletin, die anonym blieb, berichteten im Jahr 2017 von sexuellem Missbrauch innerhalb des ÖSV während der 1970er Jahre sowie von einem Fall im Jahr 2005. Nach ihrer Meinung hätte auch der damalige ÖSV-Präsident Peter Schröcksnadel von letzterem Fall wissen müssen.
Die Tochtergesellschaft des ÖSV, die Austria Skiteam Handels und Beteiligungs GmbH, verfügt über mehrere Tochterunternehmen:
- Austria Ski Nordic Veranstaltungs GmbH (100 %ige Tochter)
- Austria Ski WM und Großveranstaltungs GmbH (100 %)
- Austria Ski Veranstaltungs GmbH (100 %)
- Bergisel Betriebs GmbH (100 %)

2023 wurde bekanntgegeben, dass der Verband nunmehr als Ski Austria wahrgenommen werden möchte.

## Funktionäre
Ab 1990 war Peter Schröcksnadel ÖSV-Präsident. Vizepräsidenten waren der Tiroler Alfons Schranz (auch Präsident vom Sport-Club Innsbruck Bergisel), der Kärntner Anton Leikam (als Toni Leikam bekannt und zugleich Präsident der ASKÖ Kärnten), der Niederösterreicher Kurt Steinkogler und die Salzburger Roswitha Stadlober und Michael Walchhofer. Die Funktionsperiode des Präsidiums endete 2017. Am 23. Juni 2017 erfolgte in Saalbach-Hinterglemm die Wiederwahl des gesamten Präsidiums für weitere drei Jahre. Seit 1. Oktober 2020 ist Christian Scherer Generalsekretär.
Im Juni 2021 wurde der Rückzug von Michael Walchhofer aus dem ÖSV-Präsidium bekannt. Am 19. Juni 2021 wurde Karl Schmidhofer bei der 85. Ordentlichen Länderkonferenz des ÖSV in Villach einstimmig zum Präsidenten gewählt. Der Steirer ist damit der 22. Präsident in der Geschichte des Skiverbandes. Als Vizepräsidenten wurden Roswitha Stadlober, Alfons Schranz und Kurt Steinkogler bestätigt, neu hinzu kamen Hermann Nagiller und Clauda Strobl-Traninger. Als Präsidentin des Steirischen Skiverbandes folgte Renate Götschl Karl Schmidhofer nach. Schmidhofer trat aufgrund eines privaten Schicksalsschlags am 30. September 2021 nach 100 Tagen zurück. Seine Nachfolgerin wurde die ehemalige Skirennläuferin Roswitha Stadlober.
Die Position des Sportdirektors ist seit 2022 vakant und soll ab Mai 2024 von Mario Stecher wahrgenommen werden.

## Referate

### Ski Alpin
Am 12. Jänner 2008 wurde Elisabeth Görgl mit ihrem ersten Sieg im Riesenslalom von Maribor zur 100. ÖSV-Aktiven (Damen und Herren), die einen Sieg im Alpinen Skiweltcup feiern konnte. Der Sieg von Marlies Schild, am 17. Dezember 2013 beim Slalom in Courchevel, war für den ÖSV der 800. Einzelsieg in der alpinen Weltcup-Geschichte.
Die erfolgreichsten österreichischen Sportler aller Zeiten im Alpinen Skiweltcup sind Marcel Hirscher mit 67 Siegen bei den Herren und Annemarie Moser-Pröll mit 62 Siegen bei den Damen. Franz Klammer, Hermann Maier und Marlies Schild sind in den unten angeführten Disziplinen auch international die erfolgreichsten Athleten. Marcel Hirscher konnte mit acht und Annemarie Moser-Pröll mit sechs Gesamtweltcupsiegen die große Kristallkugel bisher am häufigsten gewinnen und halten damit auch international jeweils den Rekord.
Aktueller Cheftrainer bei den Herren ist Andreas Puelacher, der 2014 Mathias Berthold ablöste. Beim Damenteam hat Jürgen Kriechbaum 2013 die sportliche Leitung von Herbert Mandl übernommen.
Die erfolgreichsten ÖSV-Sportler in den einzelnen Disziplinen sind:
Abfahrt
- Franz Klammer 25 Siege; einmal Olympia- und zugleich Weltmeisterschaftsgold, einmal Weltmeisterschaftssilber; fünf Disziplinen-Weltcup-Siege
- Annemarie Moser-Pröll 36 Siege; einmal Olympia- und zugleich Weltmeisterschaftsgold und weiters zweimal Weltmeisterschaftsgold und einmal Olympia- und zugleich Weltmeisterschaftssilber, einmal Weltmeisterschaftsbronze; sieben Disziplinen-Weltcup-Siege

Super-G
- Hermann Maier 24 Siege; einmal Olympiagold, einmal Olympiasilber; je einmal Weltmeisterschaftsgold, -silber und -bronze; fünf Disziplinen-Weltcup-Siege
- Renate Götschl 17 Siege; je einmal Weltmeisterschaftssilber und -bronze; drei Disziplinen-Weltcup-Siege

Riesenslalom
- Marcel Hirscher 32 Siege; einmal Olympiagold, einmal Weltmeisterschaftsgold und zweimal -silber; sechs Disziplinen-Weltcup-Siege
- Annemarie Moser-Pröll 16 Siege; einmal Olympia- und zugleich Weltmeisterschaftssilber, einmal Weltmeisterschaftsbronze; drei Disziplinen-Weltcup-Siege

Slalom
- Marcel Hirscher 31 Siege; zweimal Weltmeisterschaftsgold und einmal Olympiasilber; sechs Disziplinen-Weltcup-Siege
- Marlies Schild 35 Siege; einmal Weltmeisterschaftsgold; je zweimal Olympia- und Weltmeisterschaftssilber; einmal Olympiabronze; vier Disziplinen-Weltcup-Siege

Kombination
- Benjamin Raich 7 Siege; einmal Weltmeisterschaftsgold und einmal -silber, einmal Olympiabronze; drei Disziplinen-Weltcup-Siege
- Annemarie Moser-Pröll 7 Siege; zweimal Weltmeisterschaftsgold; zwei Disziplinen-Weltcup-Siege

### Ski Nordisch
Sepp Bradl: am 15. März 1936 als erster Springer über einhundert Meter (mit 101,5 m in Planica); erster Weltmeister mit Gold 1939 in Zakopane, welches er allerdings als Angehöriger des Deutschen Reiches gewann.
Otto Leodolter war der erste österreichische Sportler, der bei den Olympischen Winterspielen 1960 beim Springen von der Normalschanze eine Medaille gewann.
Zu erwähnen sind weiters Baldur Preiml als Gründer des „Wunderteams“ Mitte der 1970er-Jahre und Karl Schnabl (erstes Olympiagold und somit auch erstes offizielles WM-Gold für den ÖSV). Max Golser bis 1984 und danach Paul Ganzenhuber waren in den 1980er-Jahren die Chef-Coaches.
Die erfolgreichsten österreichischen Sportler im Skisprung-Weltcup sind Gregor Schlierenzauer mit 53 Siegen, Andreas Felder mit 25 Siegen und Thomas Morgenstern mit 23 Siegen. Seit 18. März 2017 ist Stefan Kraft Weltrekordspringer (253,5 m) am Vikersundbakken.
Im Weltcup der Nordischen Kombination ist Felix Gottwald mit 23 Siegen der Erfolgreichste.
Thomas Morgenstern holte am 3. Februar 2008 beim Skisprung-Weltcup in Sapporo den 150. Sieg eines ÖSV-Springers.
Seit dem Frühjahr 2020 ist Andreas Widhölzl Cheftrainer der ÖSV-Herren und löste damit Heinz Kuttin ab.
Skispringen
- Gregor Schlierenzauer 53 Siege und weitere 16 im Team.

Olympia: ein Mannschaftsgold und -silber, zwei Einzelbronze. Weltmeisterschaften: (inkl. Skifliegen): zweimal Einzel- und acht Mannschaftsgold, viermal Einzel- und zweimal Teamsilber. Zweifacher Vierschanzen-Tournee-Sieger. Zweifacher Gesamt- und dreifacher Skiflug-Weltcup-Sieger und weitere 35 Einzel- und 15 Team-Podiums.
- Andreas Felder 25 Siege (inkl. 2 mit dem Team).

Olympia: einmal Teamsilber: Weltmeisterschaften (inkl. Skifliegen): zweimal Einzel- und einmal Teamgold; einmal Einzel- und zweimal Teamsilber; einmal Teambronze. Weltcup: noch weitere zwei Siege im Team und außerdem (inkl. Skifliegen) weitere 24 Podestplatzierungen; einmal Weltcup-Gesamtsieger
- Thomas Morgenstern 23 Siege und weitere 16 im Team.

Olympia: einmal Einzel- und zweimal Teamgold, einmal Teamsilber. Weltmeisterschaften: (inkl. Skifliegen): einmal Einzel- und sieben Teamgold, einmal Einzel und einmal Mixed-Teamsilber, einmal Einzelbronze. Einmal Vierschanzen-Tournee-Sieger. Weltcup: 16 Teamsiege und außerdem 53 Einzel- und 15 Team-Podiums; zweimal Gesamt-Weltcup-Sieger
- Stefan Kraft 12 Einzelsiege (davon 4 im Skifliegen) und 3 im Team; 1 „Sommer-Grand-Prix“-Sieg; Gesamtweltcup- und Skiflug-Weltcupsieger 2016/17, Raw-Air-Sieger 2017; erster österreichischer Doppelweltmeister Lahti 2017; Mannschaftssilber und Einzelbronze Weltmeisterschaften Falun 2015, Mixed-Team-Silber und Mannschaftsbronze Weltmeisterschaften Lahti 2017; Einzel- und Mannschaftsbronze Skiflug-Weltmeisterschaften Bad Mitterndorf 2016. Sieger der Vierschanzen-Tournee 2014/15.

Damen-Skispringen
- Daniela Iraschko-Stolz 45 Siege (im Ladies COC), 12 Siege im Weltcup; eine Weltmeisterschaftsgoldmedaille, einmal Olympiasilber; eine Mixed-Weltmeisterschaftssilber, eine Weltmeisterschaftsbronze

Nordische Kombination
Einer der ersten, der bei Weltmeisterschaften einen Top-Platz erreichte, war Willi Köstinger 1962 in Zakopane mit Rang 6. Eine „Wiederbelebung“ gab es in den 1980er-Jahren durch Klaus Sulzenbacher, der bei den Olympischen Winterspielen 1984 in Sarajewo sich auf dem 9. Platz klassieren und sich immer mehr in der Weltspitze etablieren konnte und als der „Grundstein“ („Cornerstone“) für die weiteren ÖSV-Größen in dieser Disziplin bezeichnet wird.
- Felix Gottwald 23 Siege.

Olympia: einmal Einzel- und zweimal Teamgold; einmal Einzelsilber; zweimal Einzel- und einmal Teambronze. Weltmeisterschaften: dreimal Teamgold; je einmal Einzel- und Teamsilber; viermal Einzel- und zweimal Teambronze. Weltcup: 44 weitere Einzel- und vier Team-Podiums; je ein Gesamt- und Sprint-Weltcup-Sieg
- Klaus Sulzenbacher 14 Siege.

Olympia: einmal Einzelsilber; einmal Einzel- und zweimal Staffelbronze. Weltmeisterschaften: einmal Teamgold und einmal Einzelsilber; Weltcup: 17 weitere Podiumsplatzierungen. Einmal Gesamt-Weltcup-Sieg
- Mario Stecher: Olympia: je zweimal Teamgold und -bronze. Weltmeisterschaften: zweimal Teamgold; zweimal Einzel- und einmal Teamsilber; einmal Teambronze. Weltcup: 12 Einzel- und ein Teamsieg sowie weitere 31 Einzel- und 5 Team-Podiums. 13-facher österreichischer Meister und fünffacher Vizemeister

### Biathlon
Alfred Eder: der erste österreichische Medaillengewinner bei einer Weltmeisterschaft (Bronze 1983)
Dominik Landertinger:
WM: einmal Gold, zweimal Silber, einmal Bronze
Olympia: zweimal Silber, einmal Bronze
Weltcup: einmal Erster im Massenstart-Weltcup sowie 2 Einzelrenn- und 3 Staffelsiege sowie weitere 12 Einzel- und 12 Staffel-Podiums
Christoph Sumann:
Olympia: zweimal Silber, einmal Bronze
WM: je zweimal Silber und Bronze
Weltcup: einmal Zweiter im Gesamtweltcup und ein Sieg im Einzelweltcup; 6 Einzelrenn- und 5 Staffelsiege sowie weitere 11 Einzel- und 12 Staffel-Podiums
Lisa Hauser:
WM: einmal Gold, zweimal Silber
Weltcup: Einzel-Weltcupsiegerin 2020/21
Ricco Groß ist seit Mai 2018 Cheftrainer des Herrenteams. Er löste damit Reinhard Gösweiner ab. Die ÖSV-Biathlon-Damen werden aktuell von Markus Fischer betreut.

### Snowboard
Als Trainer (2016/17) ist Christian Galler zu erwähnen.
Sportlerinnen/Sportler:

Julia Dujmovits: Olympia: einmal Gold. Weltmeisterschaften: zweimal Silber. Weltcup: vier Rennsiege sowie neunmal Rang 2 und neunmal Rang 3
Marion Kreiner: Olympia: einmal Bronze. Weltmeisterschaften: je einmal Gold, Silber und Bronze. Weltcup: Zwei PGS-Gesamtsiege sowie 5 Rennsiege sowie achtmal Rang 2 und elfmal Rang 3
Claudia Riegler: Weltmeisterschaften: je einmal Gold, Silber und Bronze. Weltcup: 5 Rennsiege und fünf zweite und dreizehn dritte Plätze
Anna Gasser: Weltmeisterschaften: einmal Gold Big Air und je einmal Silber Slopestyle und Big Air. Weltcup: je ein Gesamtsieg Freestyle und Big Air
Martin Freinademetz: er gilt gewiss auch als einer der ersten, der für den ÖSV Erfolge erzielt hat; so wurde er am 3. und 4. März 1995 in Davos sowohl Weltmeister im Slalom als auch Riesenslalom – damals war Snowboard noch nicht im FIS-Programm
Siegfried Grabner: Olympia: einmal Bronze. Weltmeisterschaften: je einmal Gold und Bronze. Dreimal ISF-Weltmeister. Weltcup: 14 Rennsiege sowie 14 zweite und sechs dritte Plätze
Benjamin Karl: Olympia: je eine Silber- und Bronzemedaille. Weltmeisterschaften: viermal Gold, zweimal Silber und einmal Bronze. Weltcup: je drei Gesamt- und Parallel-Siege sowie 15 Rennsiege und elfmal Rang zwei und viermal Rang 3
Andreas Prommegger: Weltmeisterschaften: 2 Goldmedaillen: Weltcup: ein Disziplinensieg in der Parallel-Wertung; 15 Rennsiege, zwölfmal Rang 2; elfmal Rang 3
Daniela Ulbing: Weltmeisterschaften: 1 Goldmedaille; Weltcup: ein Disziplinensieg in der Parallel-Slalom-Wertung

## Großes Goldenes Sportehrenzeichen
Jährlich wird vom ÖSV an Athleten für besondere Leistungen das „Große Goldene Sportehrenzeichen“ verliehen:

### Preisträger 2019
Ski Alpin: Franziska Gritsch, Christian Hirschbühl, Marcel Hirscher, Vincent Kriechmayr, Katharina Liensberger, Michael Matt, Nicole Schmidhofer, Marco Schwarz, Katharina Truppe
Skispringen: Philipp Aschenwald, Michael Hayböck, Chiara Hölzl, Daniel Huber, Daniela Iraschko-Stolz, Stefan Kraft, Eva Pinkelnig, Jacqueline Seifriedsberger
Nordische Kombination: Bernhard Gruber, Lukas Klapfer, Franz-Josef Rehrl, Mario Seidl
Biathlon: Julian Eberhard
Snowboard: Hanno Douschan, Alessandro Hämmerle, Benjamin Karl, Daniela Ulbing
Behindertensport: Elisabeth Aigner (Guide), Veronika Aigner, Carina Edlinger, Franz Erharter (Guide), Josef Lahner, Patrick Mayrhofer, Markus Salcher, Reinhold Schett, Florian Seiwald (Guide)
Weitere Sportlerinnen und Sportler werden vom Verband mit dem „Goldenen Sportehrenzeichen“ ausgezeichnet.